# Maria Walpole

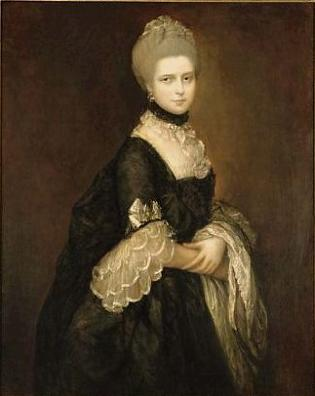
Thomas Gainsborough: Maria Waldegrave, Countess Waldegrave, 1763

Maria Walpole (getauft 10. Juli 1736 in St James’s Church, Westminster; † 22. August 1807 in London) war durch erste Ehe Countess Waldegrave und durch zweite Ehe Duchess of Gloucester and Edinburgh und Mitglied des britischen Königshauses.

## Leben
Maria war die Tochter von Hon. Sir Edward Walpole († 1784) und seiner Lebensgefährtin Dorothy Clements. Ihr Großvater, Robert Walpole, 1. Earl of Orford (1676–1745), war formell erster Premierminister Großbritanniens. Sie wuchs auf Frogmore House, einem Palais, eine halbe Meile südwestlich von Windsor Castle gelegen, auf. Dass ihre Eltern nicht verheiratet waren, beeinträchtigte ihren sozialen Status.
Am 15. Mai 1759 heiratete Maria James Waldegrave, 2. Earl Waldegrave († 28. April 1763), Sohn von James Waldegrave, 1. Earl Waldegrave, und Maria Webbe. Aus der Ehe gingen drei Töchter hervor:
- Lady Elizabeth Laura Waldegrave (1760–1816) ⚭ 1782 George Waldegrave, 4. Earl Waldegrave;
- Lady Charlotte Maria Waldegrave (1761–1808) ⚭ 1784 George FitzRoy, 4. Duke of Grafton;
- Lady Anna Horatia Waldegrave (1762–1801) ⚭ 1785 Admiral Lord Hugh Seymour-Conway.

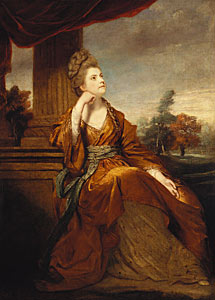
Joshua Reynolds: Maria, Duchess of Gloucester, um 1771/1774

Am 6. September 1766 heiratete Maria in zweiter Ehe Prince William Henry, 1. Duke of Gloucester and Edinburgh (1743–1805), den dritten Sohn des Prince of Wales, Friedrich Ludwig und von Prinzessin Augusta von Sachsen-Gotha-Altenburg, einen Bruder des britischen Königs Georg III. Die Ehe wurde im Geheimen geführt, da die britische Königsfamilie der Ehe zwischen dem Bräutigam und einer Witwe aus nicht königlichem Geblüt ihre Zustimmung versagte. Maria wurde am Hof nie empfangen. Das Paar lebte auf St. Leonard’s Hill in Clewer in der Nähe von Windsor Castle. Aus der Ehe gingen drei Kinder hervor:
- Princess Sophia Mathilde (1773–1844), unverheiratet;
- Princess Caroline Auguste (1774–1775);
- Prince William Frederick, 2. Duke of Gloucester and Edinburgh (1776–1834) ⚭ Prinzessin Maria von Großbritannien, Irland und Hannover (1776–1857).

## Gesetz über königliche Hochzeiten (Royal Marriages Act) von 1772
Eine gravierende Belastung war das von Georg III. 1772 im Parlament durchgesetzte Königliche Heiratsgesetz (Royal Marriages Act 1772), welches vorsah, dass keiner seiner Abkömmlinge vor dem 25. Lebensjahr heiraten durfte, ohne die Einwilligung des Königs, und auch dann nur Prinzen und Prinzessinnen protestantischen Glaubens. Daher suchten die meisten seiner Kinder in Geheimehen und verbotenen Liebesaffären einen Ausweg oder blieben unverheiratet.
Königin Sophie Charlottes Hof wurde in späteren Jahren auch als Nonnenkloster bezeichnet.